# Strana za životní jistoty
Strana za životní jistoty (zkratka SŽJ; dříve též Hnutí důchodců za životní jistoty a Důchodci za životní jistoty) byla česká politická strana orientovaná především na důchodce. Do širokého povědomí se strana dostala v souvislosti s volbami v roce 1998, ve kterých měla podle předvolebních průzkumů reálnou šanci se dostat do poslanecké sněmovny a případně se stát i vládní stranou.

## Historie strany
Strana vznikla 22. prosince 1989 původně jako hnutí s názvem Hnutí důchodců za životní jistoty, registrováno bylo 14. března 1990. Hnutí bylo zaměřeno především na důchodce a na jejich potřeby. Ve volbách do obou komor federálního shromáždění v roce 1992 získalo hnutí 3,44 a 3,31 % hlasů, do české národní rady 3,77 %.
7. dubna 1994 na II. sjezdu hnutí došlo ke změně formy z hnutí na stranu, která přijala jméno Důchodci za životní jistoty. Prvním předsedou byl Josef Koníček, který tuto funkci zastával od vzniku hnutí. Ve volbách do poslanecké sněmovny v roce 1996 dosáhla strana 3,09 % hlasů a jako jediná neparlamentní strana přesáhla tříprocentní hranici. Po volbách došlo ke změně předsedy strany, kterým se stal Eduard Kremlička.
Před volbami do poslanecké sněmovny v roce 1998 se strana ve výzkumech dostávala pravidelně přes 5 %, některé průzkumy straně dokonce předpovídaly výsledky ve výši 10 %. Do poslanecké sněmovny se strana ovšem nedostala, jelikož obdržela pouze 3,06 % hlasů. Po neúspěšných volbách předseda strany Eduard Kremlička snědl před televizním štábem živého brouka, což bylo součástí jeho předvolební sázky.
V důsledku prohraných voleb a v důsledku aféry okolo snězeného brouka byl Kremlička jako předseda strany odvolán. V této době také došlo ke změně názvu strany na Strana za životní jistoty. Výsledky voleb nebyly pro stranu uspokojivé ani v roce 2002 a po volbách došlo ke změně předsedy, dosavadní předseda Ladislav Jaroš byl nahrazen Marcelou Kozerovou.